# Comet (miejscowość w Queenslandzie)
Comet – miejscowość w Queenslandzie w Australii, położona w regionie Central Highlands, w pobliżu miejsca, gdzie rzeki Comet i Nogoa łączą się, dając początek Mackenzie. W 2016 roku zamieszkana przez 498 osób.
Początkowo nazywała się Cometville. Nazwa pochodziła od rzeki Comet, nazwanej przez podróżnika Ludwiga Leichhardta dla upamiętnienia widocznej wówczas na niebie komety. W 1931 roku nazwę zmieniono na „Comet”.
Jest najstarszą miejscowością w dawnym hrabstwie Emerald.

## Transport
Przez Comet przebiega droga Capricorn Highway, łącząca Rockhampton w zachodnim Queenslandem. Od roku 1878 miejscowość posiada połączenie kolejowe w związku z budową linii Central Western. Stacja kolejowa Comet została zamknięta w 1995 roku.